# Tilloy-lez-Marchiennes
Tilloy-lez-Marchiennes [tilwa le maʁʃjɛn] est une commune française située dans le département du Nord, en région Hauts-de-France.

## Géographie

### Localisation
Tilloy-lez-Marchiennes est un village périurbain de l'Ostrevent, dans l'ancien bassin minier du Nord-Pas-de-Calais, situé à vol d'oiseau à 8 km au sud-ouest de Saint-Amand-les-Eaux, 16 km au nord-ouest de Valenciennes, 28 km au nord de Cambrai, 18 km au nord-est de Douai, 28 km au sud-est de Lille, à 8 km au nord de la frontière franco-belge et 21 km de Tournai.
La commune était une enclave du parc naturel régional Scarpe-Escaut depuis 2012 et le réintègrera en 2021 ou 2022.
La commune se trouve dans l'aire d'attraction de Lille (partie française), dans le bassin de vie et l'unité urbaine de Saint-Amand-les-Eaux, ainsi que dans la zone d'emploi de Valenciennes

### Communes limitrophes
Les communes limitrophes sont Sars-et-Rosières, Marchiennes, Warlaing, Hasnon, Beuvry-la-Forêt, Brillon, Bousignies et Millonfosse.
| Beuvry-la-Forêt | Sars-et-Rosières       | Brillon    |
|                 | Tilloy-lez-Marchiennes | Bousignies |
| Marchiennes     | Warlaing               | Hasnon     |

### Géologie et relief
La superficie de la commune est de 5,50 km2 ; son altitude varie de 15  à   20 mètres.

### Hydrographie

#### Réseau hydrographique

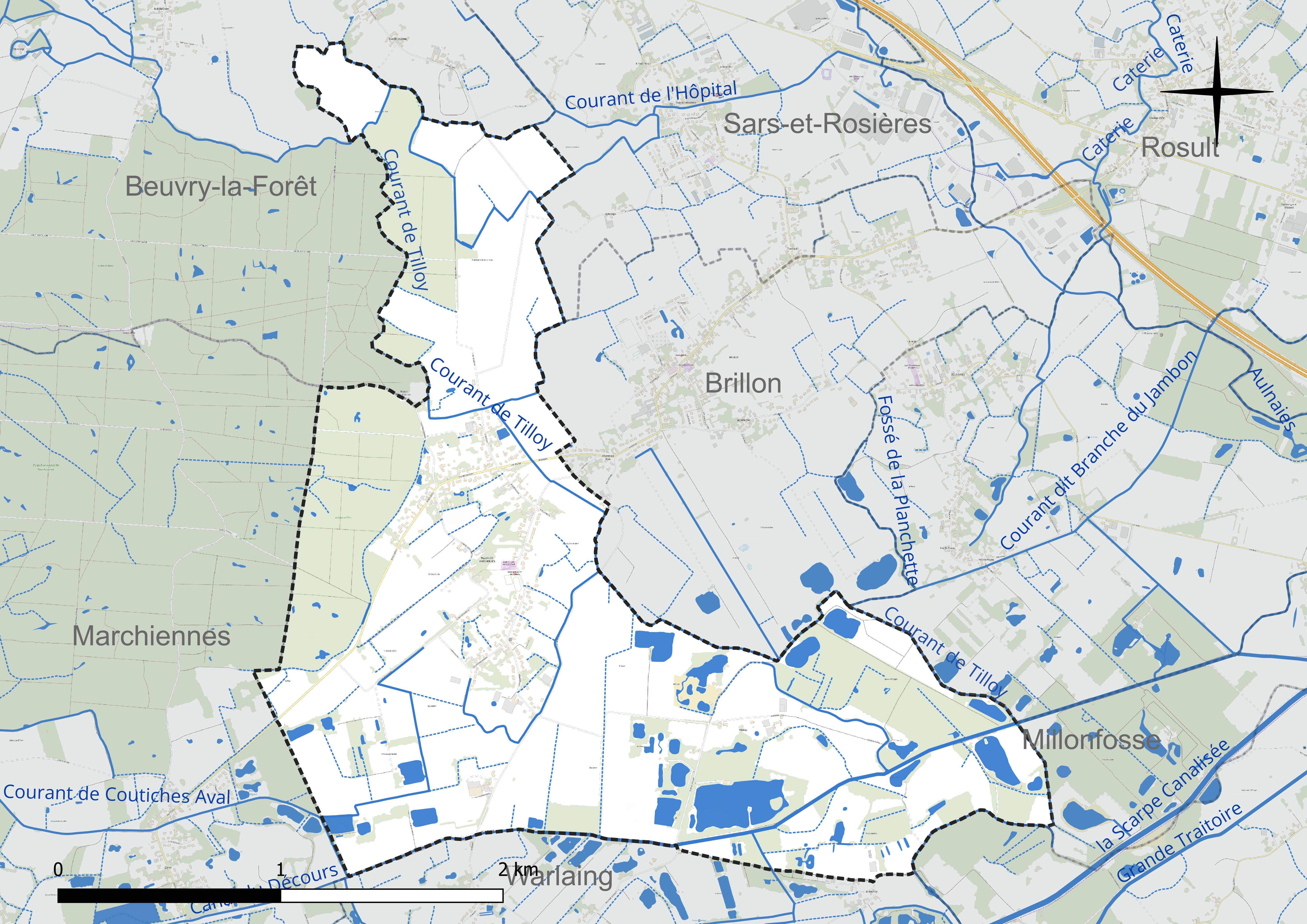
Réseau hydrographique de Tilloy-lez-Marchiennes.

La commune est située dans le bassin Artois-Picardie. Elle est drainée par le Courant de l'Hôpital, le canal du Décours, le Courant de Tilloy, le Courant de Coutiches Aval et divers autres petits cours d'eau,.
Le Courant de l'Hôpital, d'une longueur de 29 km, prend sa source dans la commune de Auchy-lez-Orchies et se jette dans la Scarpe canalisée à Thun-Saint-Amand, après avoir traversé 13 communes.
Le canal du Décours, d'une longueur de 16 km, prend sa source dans la commune de Flines-lez-Raches et se jette dans la Scarpe canalisée à Saint-Amand-les-Eaux, après avoir traversé sept communes.

#### Gestion et qualité des eaux
Le territoire communal est couvert par le schéma d'aménagement et de gestion des eaux (SAGE) « Scarpe aval ». Ce document de planification concerne un territoire de 624 km2 de superficie, délimité par le bassin versant de la Scarpe aval, comprenant la Pévèle, la plaine de la Scarpe et le bassin minier avec l'Ostrevent. Le périmètre a été arrêté le 18 mars 1997 et le SAGE proprement dit a été approuvé le 12 mars 2009, puis révisé le 5 juillet 2021. La structure porteuse de l'élaboration et de la mise en œuvre est le parc naturel régional Scarpe-Escaut.
La qualité des cours d'eau peut être consultée sur un site dédié géré par les agences de l'eau et l'Agence française pour la biodiversité.

### Climat
Pour des articles plus généraux, voir Climat des Hauts-de-France et Climat du Nord.
En 2010, le climat de la commune est de type climat océanique dégradé des plaines du Centre et du Nord, selon une étude du CNRS s'appuyant sur une série de données couvrant la période 1971-2000. En 2020, Météo-France publie une typologie des climats de la France métropolitaine dans laquelle la commune est exposée à un climat océanique et est dans la région climatique Nord-est du bassin Parisien, caractérisée par un ensoleillement médiocre, une pluviométrie moyenne régulièrement répartie au cours de l'année et un hiver froid (3 °C).
Pour la période 1971-2000, la température annuelle moyenne est de 10,7 °C, avec une amplitude thermique annuelle de 14,6 °C. Le cumul annuel moyen de précipitations est de 704 mm, avec 11,8 jours de précipitations en janvier et 9,5 jours en juillet. Pour la période 1991-2020, la température moyenne annuelle observée sur la station météorologique la plus proche, située sur la commune de Cappelle-en-Pévèle à 14 km à vol d'oiseau, est de 11,1 °C et le cumul annuel moyen de précipitations est de 736,6 mm,. Pour l'avenir, les paramètres climatiques de la commune estimés pour 2050 selon différents scénarios d'émission de gaz à effet de serre sont consultables sur un site dédié publié par Météo-France en novembre 2022.

## Urbanisme

### Typologie
Au 1er janvier 2024, Tilloy-lez-Marchiennes est catégorisée commune rurale à habitat dispersé, selon la nouvelle grille communale de densité à sept niveaux définie par l'Insee en 2022.
Elle appartient à l'unité urbaine de Saint-Amand-les-Eaux, une agglomération intra-départementale regroupant 15 communes, dont elle est une commune de la banlieue,,.
Par ailleurs la commune fait partie de l'aire d'attraction de Lille (partie française), dont elle est une commune de la couronne,. Cette aire, qui regroupe 201 communes, est catégorisée dans les aires de 700 000 habitants ou plus (hors Paris),.

### Occupation des sols

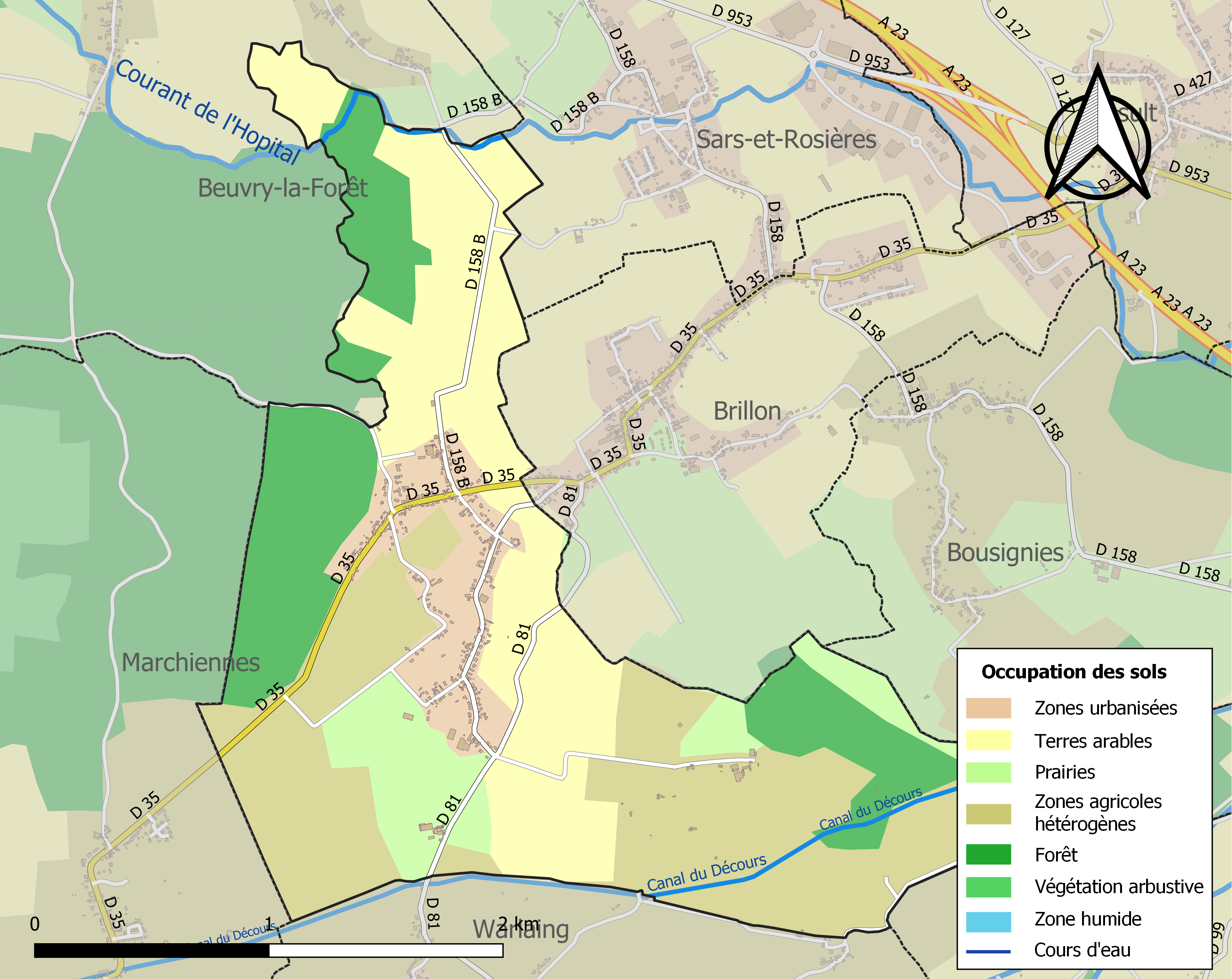
Carte des infrastructures et de l'occupation des sols de la commune en 2018 (CLC).

L'occupation des sols de la commune, telle qu'elle ressort de la base de données européenne d'occupation biophysique des sols Corine Land Cover (CLC), est marquée par l'importance des territoires agricoles (70,9 % en 2018), en diminution par rapport à 1990 (80,1 %).
La répartition détaillée en 2018 est la suivante : zones agricoles hétérogènes (34,3 %), terres arables (27,1 %), forêts (19,8 %), prairies (9,5 %), zones urbanisées (9,3 %).
L'évolution de l'occupation des sols de la commune et de ses infrastructures peut être observée sur les différentes représentations cartographiques du territoire : la carte de Cassini (XVIIIe siècle), la carte d'état-major (1820-1866) et les cartes ou photos aériennes de l'IGN pour la période actuelle (1950 à aujourd'hui).

### Habitat et logement
En 2021, le nombre total de logements dans la commune était de 209, alors qu'il était de 202 en 2016 et de 189 en 2011.
Parmi ces logements, 95,7 % étaient des résidences principales, 2,4 % des résidences secondaires et 1,9 % des logements vacants. Ces logements étaient pour 99 % d'entre eux des maisons individuelles et pour 0 % des appartements.
Le tableau ci-dessous présente la typologie des logements à Tilloy-lez-Marchiennes en 2021 en comparaison avec celle du Nord et de la France entière. Une caractéristique marquante du parc de logements est ainsi une proportion de résidences secondaires et logements occasionnels (2,4 %) supérieure à celle du département (1,8 %) mais inférieure à celle de la France entière (9,7 %).
| Typologie                                               | Tilloy-lez-Marchiennes | Nord | France entière |
| ------------------------------------------------------- | ---------------------- | ---- | -------------- |
| Résidences principales (en %)                           | 95,7                   | 90,9 | 82,2           |
| Résidences secondaires et logements occasionnels (en %) | 2,4                    | 1,8  | 9,7            |
| Logements vacants (en %)                                | 1,9                    | 7,4  | 8,1            |

### Voies de communication et transports
La commune est desservie par la ligne 121 du réseau de transport Évéole.

## Toponymie

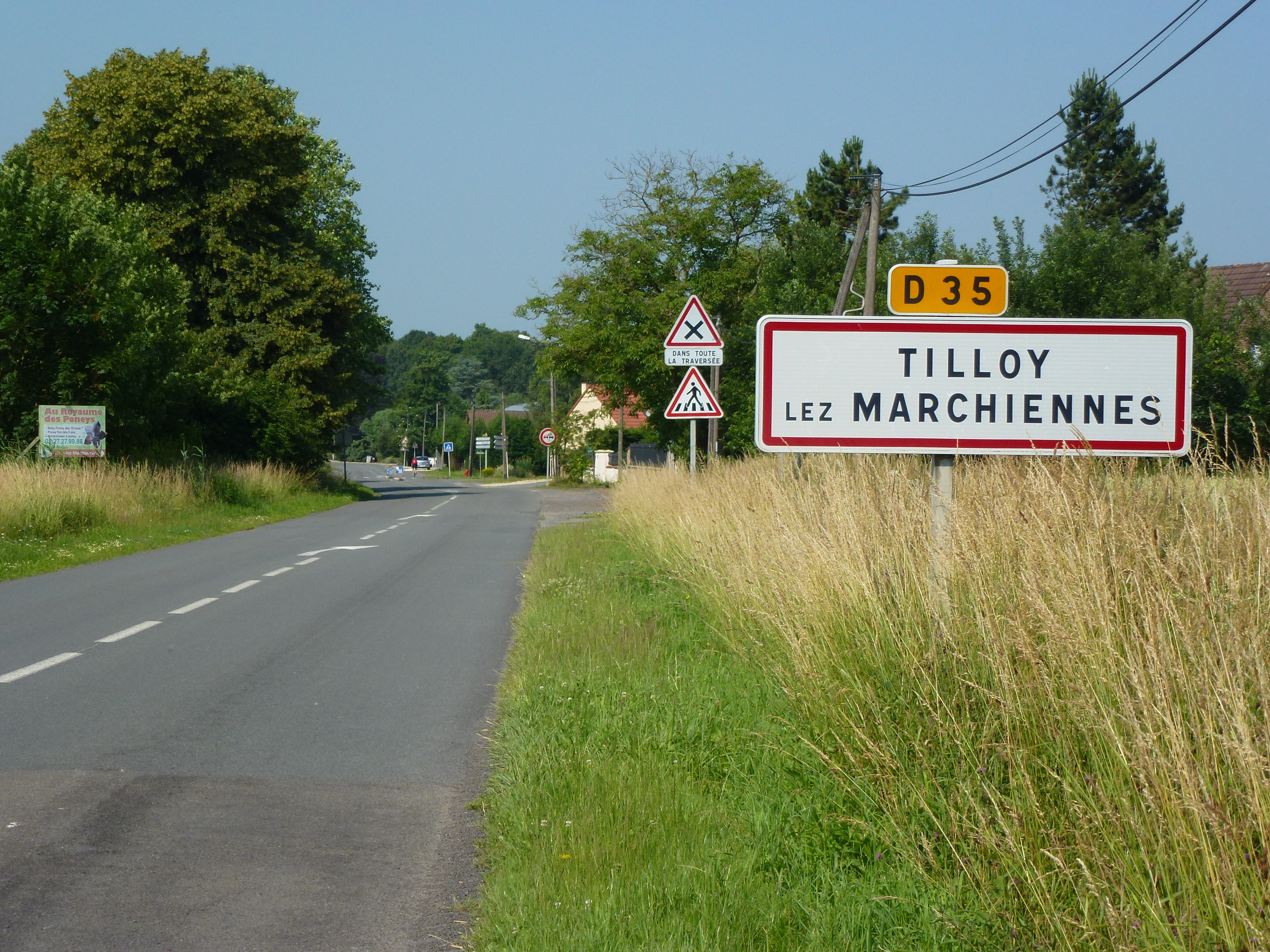

## Politique et administration

### Rattachements administratifs et électoraux

#### Rattachements administratifs
La commune se trouve dans l'arrondissement de Douai du département du Nord.
Elle faisait partie depuis 1793 du canton de Marchiennes. Dans le cadre du redécoupage cantonal de 2014 en France, cette circonscription administrative territoriale a disparu, et le canton n'est plus qu'une circonscription électorale.

#### Rattachements électoraux
Pour les élections départementales, la commune fait partie depuis 2014 du canton de Sin-le-Noble.
Pour l'élection des députés, elle fait partie de la seizième circonscription du Nord.

### Intercommunalité
Tilloy-lez-Marchiennes était membre de la  communauté de Communes de l'Est du Douaisis (CCED), un établissement public de coopération intercommunale (EPCI) à fiscalité propre créé fin 2000 et auquel la commune a transféré un certain nombre de ses compétences, dans les conditions déterminées par le code général des collectivités territoriales.
En 2006, cette intercommunalité prend le nom de communauté de communes Cœur d'Ostrevent puis, en 2025, se transforme en communauté d'agglomération sous la dénomination de communauté d'agglomération Cœur d'Ostrevent. La commune en est donc membre.

### Tendances politiques et résultats
Lors du premier tour des élections municipales le 15 mars 2020, on dénombre 455 inscrits, dont 309 votants et 301 suffrages exprimés. Le maire sortant Jean-Luc Bot ne se représentait pas.
Le confinement lié à la pandémie de Covid-19 retarde d'environ deux mois l'élection des maires par les nouveaux conseils municipaux. Marie Cau est élue maire du village le 23 mai 2020 avec quatorze voix et un vote nul. En France, il s'agirait de la première fois qu'une personne transgenre est élue maire.
Celle-ci démissionne en janvier 2025 à la suite d'une crise dans sa municipalité dont elle juge le climat toxique,.

### Liste des maires
| Période                                  | Période                       | Identité                     | Étiquette | Qualité                                                                                          |
| ---------------------------------------- | ----------------------------- | ---------------------------- | --------- | ------------------------------------------------------------------------------------------------ |
| Les données manquantes sont à compléter. |                               |                              |           |                                                                                                  |
|                                          |                               |                              |           |                                                                                                  |
| décembre 1792                            | 1794                          | Jean-Baptiste Hacart         |           |                                                                                                  |
| 1794                                     | 1794                          | Charles Joseph Havez         |           | Maire par intérim                                                                                |
| 1794                                     | 1795                          | Pierre Joseph Lecœuvre       |           |                                                                                                  |
| 1795                                     | 1796                          | Jean-Baptiste Joseph Houdart |           | Maire par intérim                                                                                |
| 1796                                     | 1797                          | Jean Augustin Lecœuvre       |           |                                                                                                  |
| 1797                                     | septembre 1797                | Pierre-François Leleu        |           |                                                                                                  |
| septembre 1797                           | octobre 1797                  | Pierre Joseph Lecœuvre       |           |                                                                                                  |
| octobre 1797                             | 1798                          | Jean Augustin Lecœuvr        |           |                                                                                                  |
| 1798                                     | 1800                          | Jean-Baptiste Roger          |           |                                                                                                  |
| 1800                                     | janvier 1801                  | Pierre Joseph Lecœuvre       |           |                                                                                                  |
| janvier 1801                             | février 1803                  | Jean-Baptiste Roger          |           |                                                                                                  |
| février 1803                             | 1807                          | Louis Platel                 |           |                                                                                                  |
| 1807                                     | 1832                          | Jean-Baptiste Lecœuvre       |           |                                                                                                  |
| 1832                                     | août 1849                     | Constant Joseph Debrabant    |           | Mort en fonction                                                                                 |
|                                          |                               |                              |           |                                                                                                  |
| décembre 1943                            |                               | Tobie Decoopmann             |           | Président de la délégation spéciale nommée par le Régime de Vichy                                |
|                                          |                               |                              |           |                                                                                                  |
|                                          | 1999                          | Liliane Deparis              |           | Démissionnaire                                                                                   |
| 1999                                     | mai 2020                      | Jean-Luc Bot,                | SE        | Retraité de l'industrie automobile                                                               |
| mai 2020                                 | janvier 2025                  | Marie Cau                    | SE        | Ingénieure, titulaire d'un diplôme de technicien agricole Conseil en informatique Démissionnaire |
| janvier 2025                             | En cours (au 23 janvier 2025) | Catherine Vandewalle         |           |                                                                                                  |

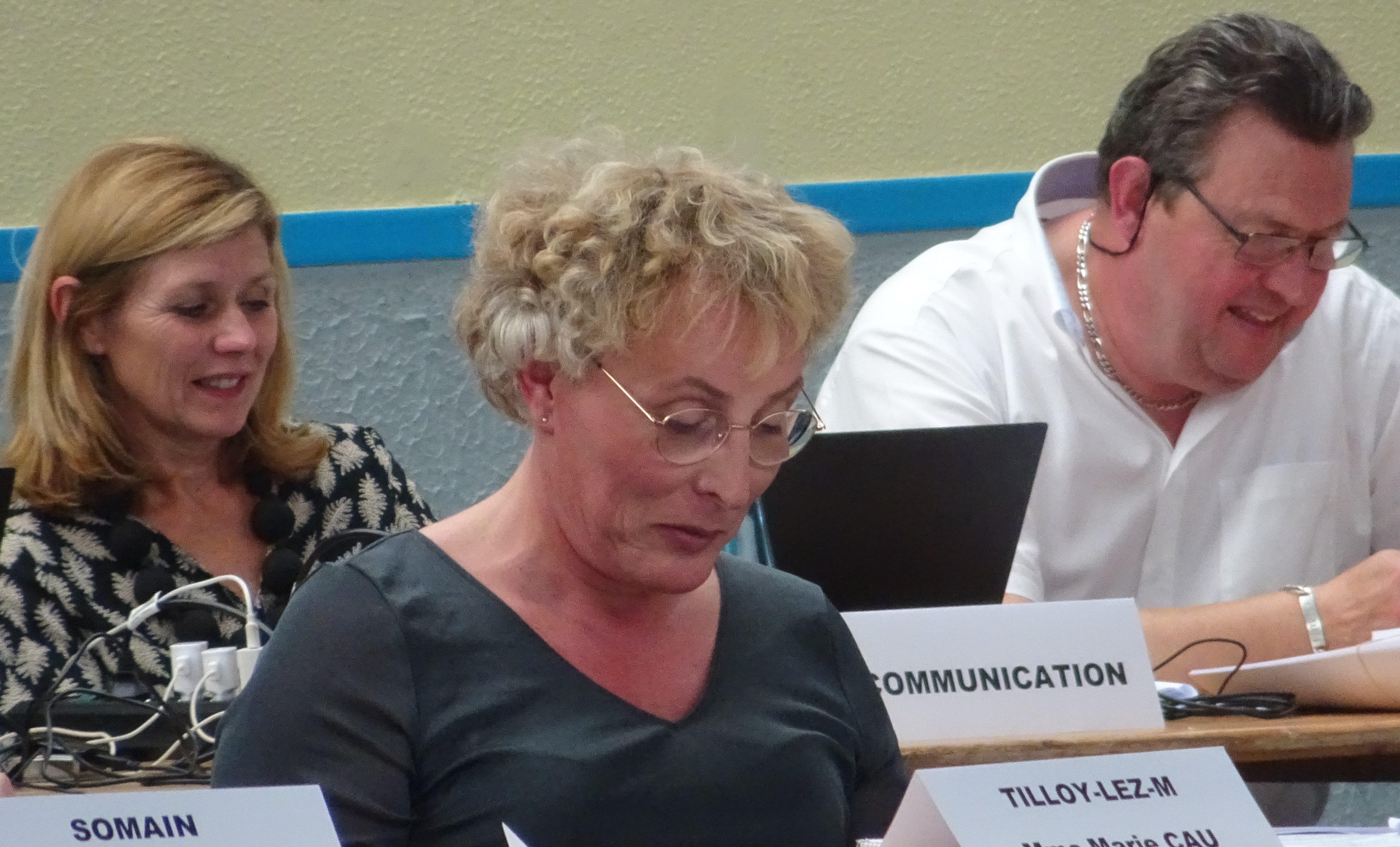
Marie Cau lors de la séance d'investiture de la communauté de communes Coeur d'Ostrevent en 2020.
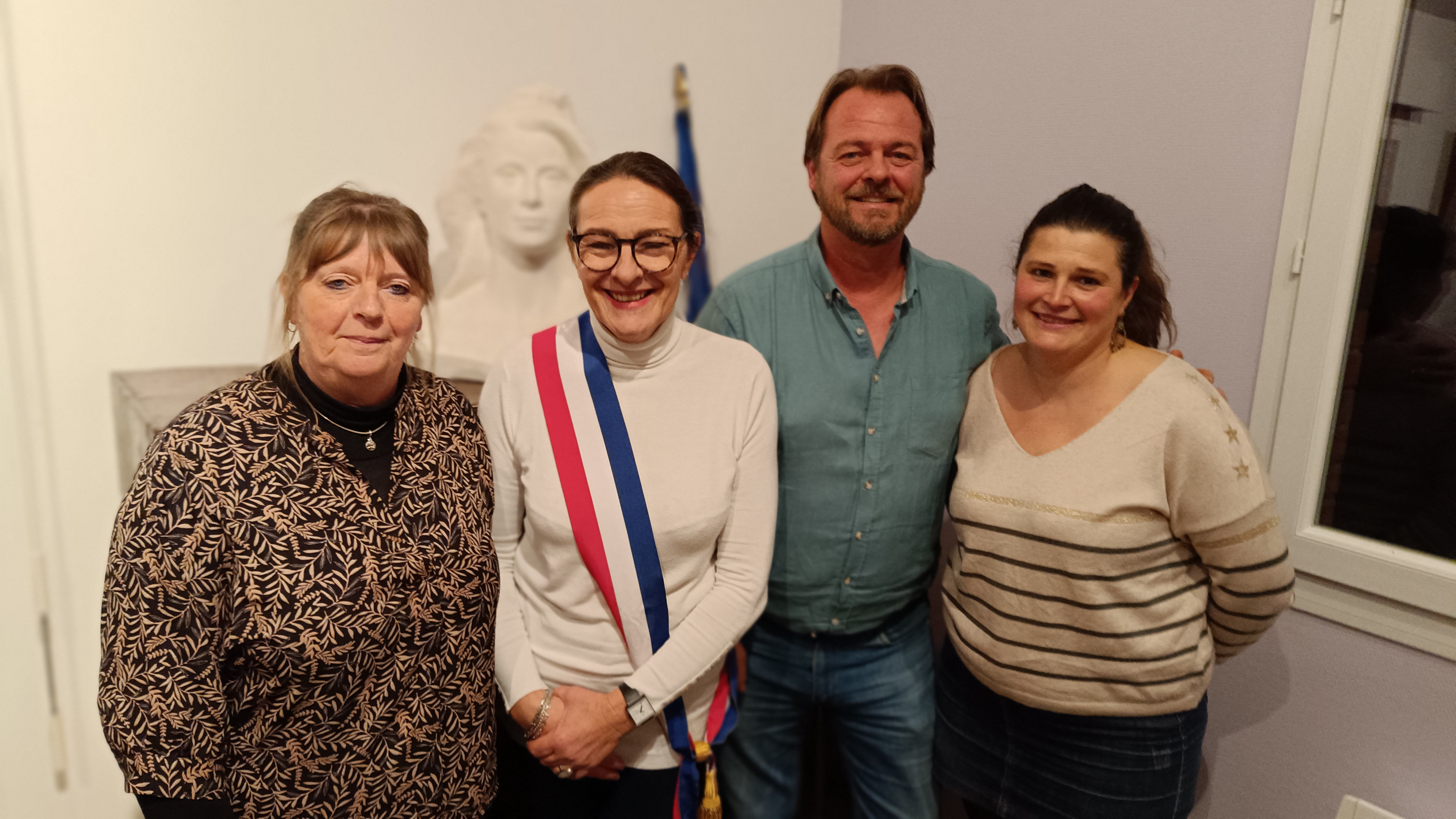
Catherine Vandewalle, élue le 23 janvier 2025, ainsi que ses trois adjoints : Frédéric Uytterhaegen, Véronique Fruchart et Marie-Laure Laloy.

## Population et société

### Démographie

#### Évolution démographique
L'évolution du nombre d'habitants est connue à travers les recensements de la population effectués dans la commune depuis 1793. Pour les communes de moins de 10 000 habitants, une enquête de recensement portant sur toute la population est réalisée tous les cinq ans, les populations de référence des années intermédiaires étant quant à elles estimées par interpolation ou extrapolation. Pour la commune, le premier recensement exhaustif entrant dans le cadre du nouveau dispositif a été réalisé en 2006.

En 2022, la commune comptait 538 habitants, en évolution de +2,09 % par rapport à 2016 (Nord : +0,51 %, France hors Mayotte : +2,11 %).
| 1793 | 1800 | 1806 | 1821 | 1831 | 1836 | 1841 | 1846 | 1851 |
| ---- | ---- | ---- | ---- | ---- | ---- | ---- | ---- | ---- |
| 300  | 339  | 463  | 480  | 502  | 514  | 520  | 510  | 496  |

| 1856 | 1861 | 1866 | 1872 | 1876 | 1881 | 1886 | 1891 | 1896 |
| ---- | ---- | ---- | ---- | ---- | ---- | ---- | ---- | ---- |
| 530  | 538  | 523  | 494  | 466  | 414  | 392  | 368  | 336  |

| 1901 | 1906 | 1911 | 1921 | 1926 | 1931 | 1936 | 1946 | 1954 |
| ---- | ---- | ---- | ---- | ---- | ---- | ---- | ---- | ---- |
| 316  | 322  | 279  | 253  | 240  | 233  | 237  | 212  | 224  |

| 1962 | 1968 | 1975 | 1982 | 1990 | 1999 | 2006 | 2011 | 2016 |
| ---- | ---- | ---- | ---- | ---- | ---- | ---- | ---- | ---- |
| 218  | 199  | 197  | 226  | 283  | 405  | 510  | 561  | 527  |

| 2021 | 2022 | - | - | - | - | - | - | - |
| ---- | ---- | - | - | - | - | - | - | - |
| 528  | 538  | - | - | - | - | - | - | - |

#### Pyramide des âges
La population de la commune est relativement jeune.
En 2018, le taux de personnes d'un âge inférieur à 30 ans s'élève à 35,6 %, soit en dessous de la moyenne départementale (39,5 %). À l'inverse, le taux de personnes d'âge supérieur à 60 ans est de 18,2 % la même année, alors qu'il est de 22,5 % au niveau départemental.
En 2018, la commune comptait 270 hommes pour 246 femmes, soit un taux de 52,33 % d'hommes, largement supérieur au taux départemental (48,23 %).
Les pyramides des âges de la commune et du département s'établissent comme suit.
| Hommes | Classe d’âge | Femmes |
| ------ | ------------ | ------ |
| 0,0    | 90 ou +      | 0,0    |
| 5,1    | 75-89 ans    | 5,8    |
| 14,9   | 60-74 ans    | 10,4   |
| 30,3   | 45-59 ans    | 29,0   |
| 13,8   | 30-44 ans    | 19,6   |
| 15,0   | 15-29 ans    | 14,8   |
| 20,9   | 0-14 ans     | 20,4   |

| Hommes | Classe d’âge | Femmes |
| ------ | ------------ | ------ |
| 0,5    | 90 ou +      | 1,4    |
| 5,3    | 75-89 ans    | 8,1    |
| 14,8   | 60-74 ans    | 16,2   |
| 19,1   | 45-59 ans    | 18,4   |
| 19,5   | 30-44 ans    | 18,7   |
| 20,7   | 15-29 ans    | 19,1   |
| 20,2   | 0-14 ans     | 18     |

## Culture locale et patrimoine

### Lieux et monuments

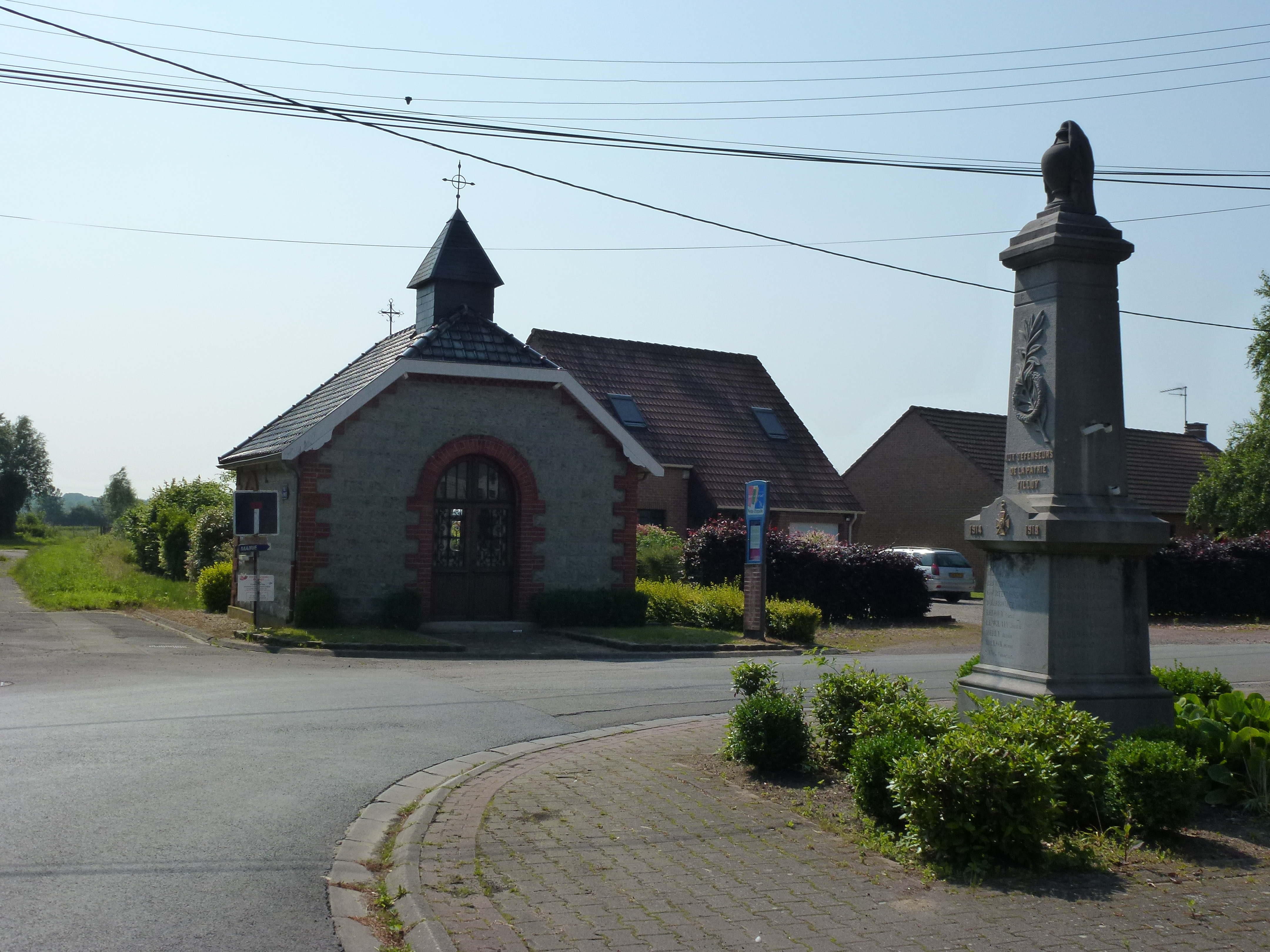
Chapelle du village avec monument aux morts.

### Héraldique
| Blason de Tilloy-lez-Marchiennes | Blason  | D'or à l'escarboucle de sable, chargée en cœur d'un rubis de gueules. |
| Blason de Tilloy-lez-Marchiennes | Détails | Le statut officiel du blason reste à déterminer.                      |

## Pour approfondir